# Ford
Công ty Ford Motor (NYSE: F) là một nhà sản xuất ô tô đa quốc gia có trụ sở chính tại Dearborn, Michigan, ngoại ô Detroit, Hoa Kỳ. Công ty được Henry Ford thành lập vào ngày 16 tháng 6 năm 1903.Công ty này bán ô tô và xe tải thương mại mang thương hiệu Ford và hầu hết các xe hạng sang mang thương hiệu Lincoln. Ford cũng sở hữu nhà sản xuất SUV Brazil Troller, 8% cổ phần của Aston Martin của Vương quốc Anh và 32% cổ phần của Jiangling Motors. Công ty này cũng có liên doanh tại Trung Quốc (Changan Ford), Đài Loan (Ford Lio Ho), Thái Lan (AutoAlliance Thailand), Thổ Nhĩ Kỳ (Ford Otosan) và Nga (Ford Sollers). Công ty được niêm yết trên thị trường chứng khoán New York và được kiểm soát bởi gia đình Ford; họ có thiểu số quyền sở hữu nhưng có đa số quyền bỏ phiếu.
Ford đã giới thiệu các phương pháp sản xuất ô tô quy mô lớn và quản lý quy mô lớn của lực lượng lao động công nghiệp bằng cách sử dụng các trình tự sản xuất được thiết kế công phu, tiêu biểu bằng các dây chuyền lắp ráp; đến năm 1914, những phương pháp này được biết đến trên toàn thế giới với tên gọi Fordism. Các công ty con cũ của Ford là Jaguar và Land Rover, được mua lần lượt vào năm 1989 và 2000, và đã được bán cho Tata Motors vào tháng 3 năm 2008. Ford sở hữu nhà sản xuất ô tô Thụy Điển Volvo từ năm 1999 đến năm 2010  Năm 2011, Ford đã ngừng sản xuất thương hiệu Mercury, với thương hiệu này hãng đã bán ra thị trường những chiếc xe hạng sang nhập cảnh ở Hoa Kỳ, Canada, Mexico và Trung Đông kể từ năm 1938.
Ford là nhà sản xuất ô tô lớn thứ hai của Mỹ (sau General Motors) và lớn thứ năm trên thế giới (sau Toyota, VW, Hyundai-Kia và General Motors) dựa trên lượng xe sản xuất năm 2015. Vào cuối năm 2010, Ford là nhà sản xuất ô tô lớn thứ năm ở châu Âu. Công ty đã trở thành công ty đại chúng vào năm 1956 nhưng gia đình Ford, thông qua cổ phiếu loại B đặc biệt, vẫn giữ 40% quyền biểu quyết. Trong cuộc khủng hoảng tài chính vào đầu thế kỷ 21, Ford đã gần như phá sản, nhưng nó đã quay trở lại và có lợi nhuận. Ford là công ty có trụ sở tại Mỹ đứng thứ mười một trong danh sách Fortune 500 2018, dựa trên doanh thu toàn cầu năm 2017 là 156,7 tỷ USD. Năm 2008, Ford sản xuất 5.532 triệu ô tô và sử dụng khoảng 213.000 nhân viên tại khoảng 90 nhà máy và các cơ sở trên toàn thế giới.

## Lịch sử

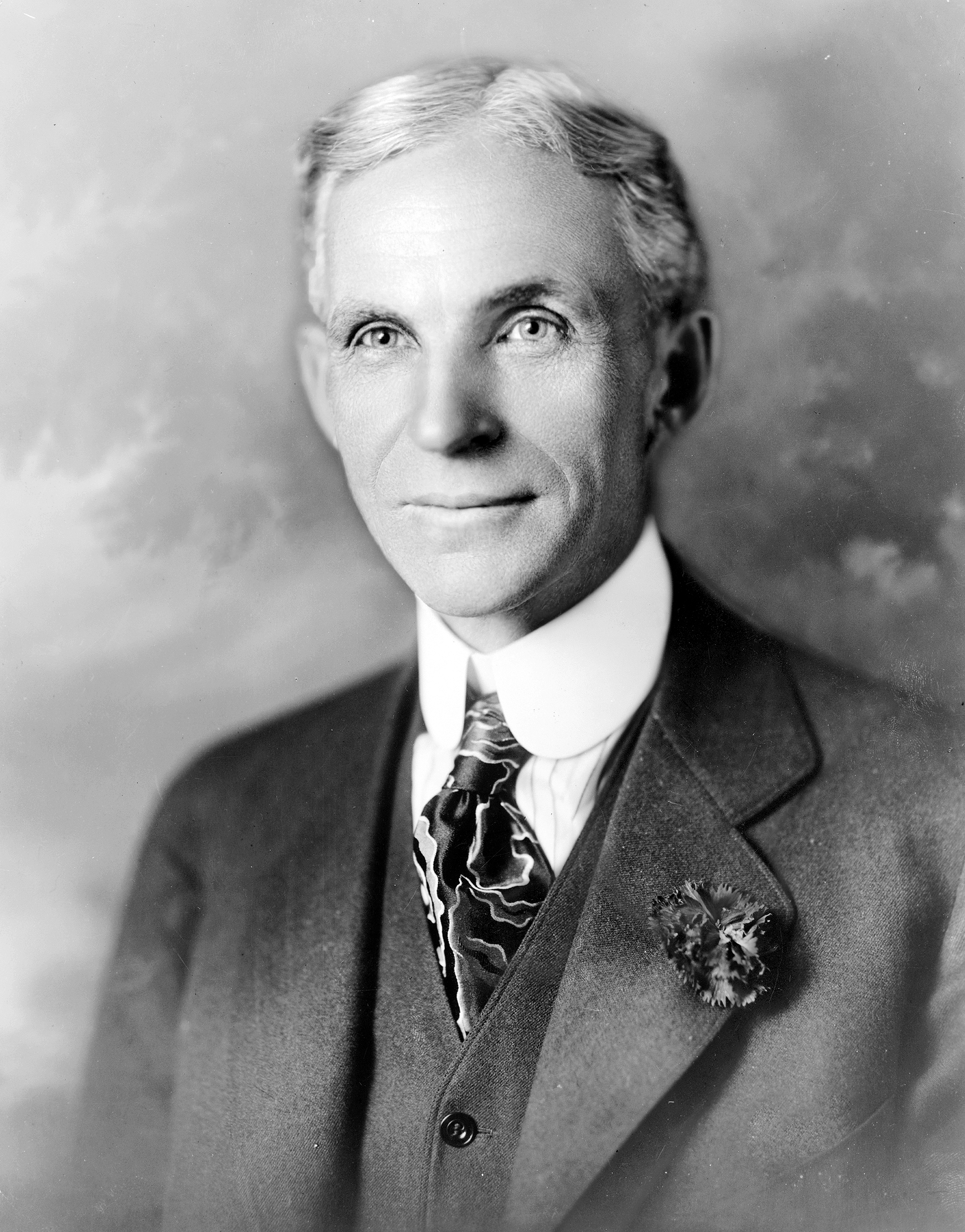
Henry Ford (khoảng năm 1919)

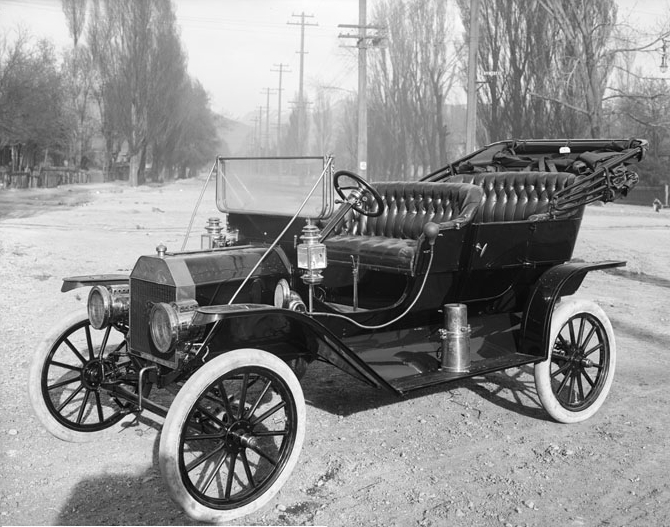
Một xe Model T năm 1910, chụp ảnh ở thành phố Salt Lake

### Thế kỷ 20
Nỗ lực đầu tiên của Henry Ford thành lập một công ty xe hơi dưới tên riêng của ông là Công ty Henry Ford vào ngày 3 tháng 11 năm 1901, trở thành Công ty Cadillac Motor vào ngày 22 tháng 8 năm 1902, sau khi Ford rời đi với quyền đi kèm tên của mình. Ford Motor Company được ra mắt trong một nhà máy cũ được chuyển đổi vào năm 1903 với 28.000 đô la tiền mặt từ mười hai nhà đầu tư, nổi bật nhất là John và Horace Dodge (người sau này sẽ thành lập công ty xe hơi của riêng mình). Chủ tịch đầu tiên của công ty không phải là Ford, mà là nhân viên ngân hàng địa phương John S. Gray, người được chọn làm chủ tịch để xoa dịu nỗi sợ hãi của các nhà đầu tư rằng Ford sẽ rời công ty mới theo cách mà ông đã rời bỏ công ty trước đó. Trong những năm đầu tiên, công ty chỉ sản xuất một vài chiếc ô tô mỗi ngày tại nhà máy của mình trên Đại lộ Mack và sau đó là nhà máy của nó trên Đại lộ Piquette ở Detroit, Michigan. Các nhóm gồm hai hoặc ba người đàn ông làm việc trên mỗi chiếc xe, lắp ráp nó từ các bộ phận được sản xuất chủ yếu bởi các công ty cung ứng ký hợp đồng với Ford. Trong vòng một thập kỷ, công ty sẽ dẫn đầu thế giới trong việc mở rộng và hoàn thiện khái niệm dây chuyền lắp ráp, và Ford đã sớm đưa phần lớn sản xuất phụ tùng nội bộ thành một quy trình tích hợp theo chiều dọc mà có vẻ là con đường tốt hơn tại thời điểm đó.
Henry Ford đã 39 tuổi khi ông thành lập Công ty Ford Motor, công ty sẽ tiếp tục trở thành một trong những công ty lớn nhất và có lợi nhuận cao nhất thế giới. Nó đã được gia đình ông kiểm soát liên tục trong hơn 100 năm và là một trong những công ty do gia đình kiểm soát lớn nhất trên thế giới.
Chiếc ô tô chạy bằng xăng đầu tiên đã được tạo ra vào năm 1885 bởi nhà phát minh người Đức Carl Benz (Benz Patent-Motorwagen). Các phương pháp sản xuất hiệu quả hơn là cần thiết để làm cho ô tô có giá cả phải chăng cho tầng lớp trung lưu, mà Ford đóng góp bằng việc đưa vào sản xuất dây chuyền lắp ráp di chuyển đầu tiên vào năm 1913 tại nhà máy của Ford ở Highland Park.
Từ năm 1903 đến 1908, Ford đã sản xuất các Mẫu A, B, C, F, K, N, R và S. Hàng trăm đến vài nghìn trong hầu hết các mẫu này được bán mỗi năm. Năm 1908, Ford đã giới thiệu xe Model T được sản xuất hàng loạt, với tổng số hàng triệu chiếc được bán trong gần 20 năm. Năm 1927, Ford đã thay thế T bằng Model A, chiếc xe đầu tiên có kính an toàn trong kính chắn gió. Ford ra mắt chiếc xe giá rẻ đầu tiên với động cơ V8 vào năm 1932.
Trong nỗ lực cạnh tranh với các xe giá trung bình Pontiac, Oldsmobile và Buick của General Motors, Ford đã tạo ra xe Mercury vào năm 1939 như một chiếc xe đồng hành có giá cao hơn cho Ford. Henry Ford đã mua Công ty ô tô Lincoln vào năm 1922, để cạnh tranh với các thương hiệu như Cadillac và Packard cho phân khúc cao cấp của thị trường ô tô.
Năm 1929, Ford được chính phủ Liên Xô ký hợp đồng thành lập Nhà máy ô tô Gorky ở Nga ban đầu sản xuất Ford Model A và AA do đó đóng vai trò quan trọng trong quá trình công nghiệp hóa của quốc gia đó.
Việc thành lập một phòng thí nghiệm khoa học tại Dearborn, Michigan vào năm 1951, thực hiện nghiên cứu cơ bản không bị cản trở, dẫn đến việc Ford tham gia vào nghiên cứu siêu dẫn theo một cách không ai ngờ tới. Năm 1964, Ford Research Labs đã tạo ra một bước đột phá quan trọng với việc phát minh ra thiết bị giao thoa lượng tử siêu dẫn hoặc SQUID.
Ford đã cung cấp gói an toàn Lifeguard cho xe từ năm 1956, bao gồm những cải tiến như vô lăng đĩa tiêu chuẩn, phía trước tùy chọn và lần đầu tiên trong xe hơi cung cấp dây an toàn phía sau và một miếng đệm tùy chọn. Ford đã giới thiệu khóa cửa chống trẻ em nghịch vào các sản phẩm của mình vào năm 1957, và trong cùng năm đó, đã cung cấp mui cứng có thể thu vào đầu tiên trên một chiếc xe sáu chỗ sản xuất hàng loạt.
Cuối năm 1955, Ford thành lập bộ phận Continental như một bộ phận xe hơi sang trọng riêng biệt. Bộ phận này chịu trách nhiệm sản xuất và bán chiếc Continental Mark II nổi tiếng. Đồng thời, bộ phận Edsel được tạo ra để thiết kế và đưa ra thị trường chiếc xe đó bắt đầu từ năm mẫu 1958. Do doanh số hạn chế của thảm họa Continental và Edsel, Ford đã sáp nhập Lincoln, Mercury và Edsel thành "MEL", trở lại thành "Lincoln-Mercury" sau khi đóng cửa Edsel từ tháng 11 năm 1959.
Ford Mustang được giới thiệu vào ngày 17 tháng 4 năm 1964 trong Hội chợ Thế giới New York. Năm 1965, Ford giới thiệu đèn nhắc nhở cài dây an toàn.
Với những năm 1980, Ford đã giới thiệu một số loại xe rất thành công trên khắp thế giới. Trong những năm 1980, Ford bắt đầu sử dụng khẩu hiệu quảng cáo, "Gần đây bạn đã lái một chiếc Ford chưa?" để giới thiệu khách hàng mới cho thương hiệu của họ và làm cho xe của công ty tỏ ra hiện đại hơn. Vào năm 1990 và 1994, Ford cũng đã mua lại Jaguar Cars và Aston Martin. Trong thời gian từ giữa đến cuối những năm 1990, Ford tiếp tục bán một số lượng lớn xe hơi, trong nền kinh tế Mỹ đang bùng nổ với thị trường chứng khoán tăng vọt và giá nhiên liệu thấp.
Với sự khởi đầu của thế kỷ mới, chi phí chăm sóc sức khỏe còn sót lại, giá nhiên liệu cao hơn và nền kinh tế đang suy yếu dẫn đến thị phần giảm, doanh số giảm và biên lợi nhuận giảm. Hầu hết lợi nhuận của công ty đến từ việc tài trợ cho các khoản vay ô tô tiêu dùng thông qua Công ty Tín dụng Ford Motor.

### Thế kỷ 21

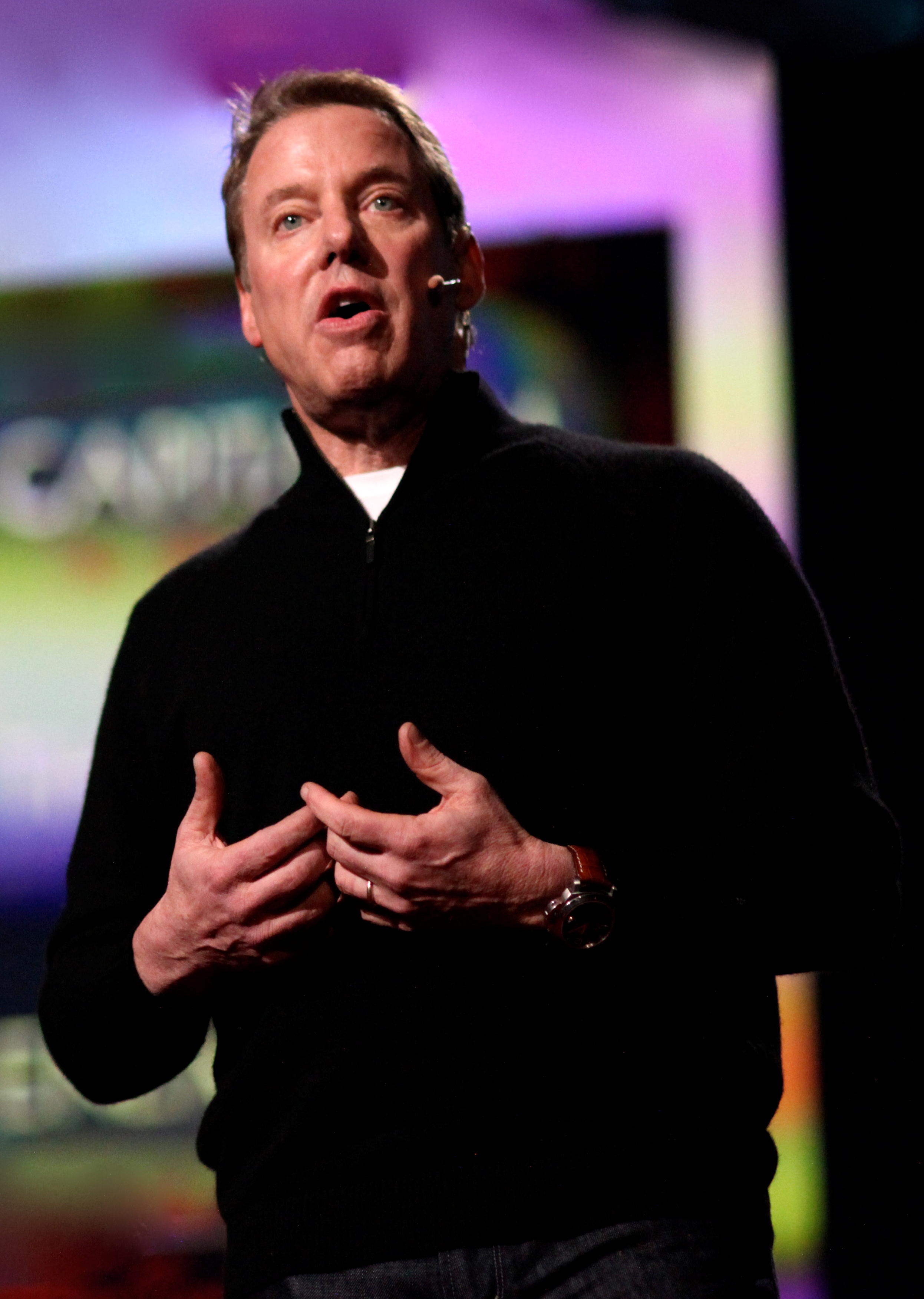
William Clay Ford Jr., chắt của Henry Ford, giữ chức chủ tịch điều hành tại hội đồng quản trị của Ford Motor Company

Đến năm 2005, cả trái phiếu doanh nghiệp của Ford và GM đã bị hạ cấp xuống tình trạng rác, do chi phí chăm sóc sức khỏe cao của Hoa Kỳ với lực lượng lao động già cỗi, giá xăng dầu tăng cao, làm xói mòn thị phần và phụ thuộc quá nhiều vào doanh số bán SUV đang bị giảm dần. Tỷ suất lợi nhuận giảm trên các phương tiện lớn do "ưu đãi" tăng (dưới hình thức giảm giá hoặc tài trợ lãi suất thấp) để bù đắp nhu cầu giảm. Vào nửa cuối năm 2005, Chủ tịch Bill Ford đã yêu cầu Chủ tịch Bộ phận Ford Châu Mỹ mới được bổ nhiệm Mark Fields để phát triển một kế hoạch đưa công ty trở lại có lợi nhuận. Fields lập ra Kế hoạch, được đặt tên là Con đường phía trước, vào ngày 7 tháng 12 năm 2005, trong cuộc họp hội đồng quản trị của công ty và nó đã được công bố vào ngày 23 tháng 1 năm 2006. "Con đường phía trước" bao gồm thay đổi kích thước công ty để phù hợp với thực tế thị trường, loại bỏ một số mô hình không có lợi và kém hiệu quả, củng cố dây chuyền sản xuất, đóng cửa 14 nhà máy và cắt giảm 30.000 việc làm.
Ford chuyển sang giới thiệu một loạt các xe mới, bao gồm cả " Crossover SUV " được xây dựng trên nền tảng xe unibody, thay vì khung gầm thân xe. Khi phát triển các công nghệ hệ thống truyền động điện hybrid cho chiếc SUV Ford Escape Hybrid, Ford đã xin cấp phép cho các công nghệ hybrid tương tự của Toyota  để tránh vi phạm bằng sáng chế. Ford tuyên bố sẽ hợp tác với công ty cung cấp điện Southern California Edison (SCE) để kiểm tra tương lai của xe lai sạc điện về cách hệ thống năng lượng của nhà và xe sẽ hoạt động với lưới điện dân dụng. Theo dự án trị giá hàng triệu đô la kéo dài nhiều năm, Ford sẽ chuyển đổi một đội xe trình diễn của Ford Escape Hybrids thành xe lai sạc điện, và SCE sẽ đánh giá cách các xe có thể tương tác với gia đình và lưới điện dân dụng như thế nào. Một số phương tiện sẽ được đánh giá "theo các cài đặt của một khách hàng điển hình", theo Ford.
William Clay Ford Jr., chắt của Henry Ford (và được biết đến với biệt danh "Bill"), được bổ nhiệm làm chủ tịch điều hành năm 1998, và cũng trở thành giám đốc điều hành của công ty vào năm 2001, với sự ra đi của Jacques Nasser, trở thành thành viên đầu tiên của gia đình Ford đứng đầu công ty kể từ khi Henry Ford II nghỉ hưu vào năm 1982. Ford đã bán công ty kỹ thuật đua xe thể thao Cosworth cho Gerald Forsythe và Kevin Kalkhoven vào năm 2004, khởi đầu cho sự giảm sút của sự tham gia vào môn đua xe của Ford. Sau khi chủ tịch và giám đốc điều hành Jim Padilla nghỉ hưu vào tháng 4 năm 2006, Bill Ford cũng đảm nhận vai trò của mình. Năm tháng sau, vào tháng 9, Ford đã bổ nhiệm Alan Mulally làm chủ tịch và CEO, với Ford tiếp tục là chủ tịch điều hành. Vào tháng 12 năm 2006, công ty đã nâng khả năng vay lên khoảng 25 tỷ đô la, đặt gần như tất cả tài sản của công ty làm tài sản thế chấp. Chủ tịch Bill Ford đã tuyên bố rằng "phá sản không phải là một lựa chọn". Ford và United Auto Workers, đại diện cho khoảng 46.000 công nhân làm việc tại Bắc Mỹ, đã đồng ý với một thỏa thuận hợp đồng lịch sử vào tháng 11 năm 2007, cho công ty một thời gian trễ đáng kể về việc thanh toán chi phí chăm sóc sức khỏe về hưu đang diễn ra và các vấn đề kinh tế khác. Thỏa thuận này bao gồm việc thành lập một ủy thác của Hiệp hội người thụ hưởng nhân viên tự nguyện (VEBA) do công ty tài trợ, độc lập để chuyển gánh nặng chăm sóc sức khỏe về hưu từ sổ sách của công ty, từ đó cải thiện bảng cân đối kế toán. Sự sắp xếp này có hiệu lực vào ngày 1 tháng 1 năm 2010. Được coi là một dấu hiệu của tiềm lực sở hữu tiền mặt hiện tại mạnh mẽ của mình, Ford đã đóng góp toàn bộ trách nhiệm hiện tại của mình (ước tính khoảng 5.5 tỷ USD vào ngày 31 tháng 12 năm 2009) cho VEBA bằng tiền mặt và cũng trả trước 500 triệu USD các khoản nợ tương lai của nó cho quỹ. Thỏa thuận cũng mang lại cho người lao động theo giờ sự đảm bảo công việc mà họ đang tìm kiếm bằng cách công ty cam kết đầu tư đáng kể vào hầu hết các nhà máy của nó.
Công ty sản xuất ô tô này đã báo cáo khoản lỗ hàng năm lớn nhất trong lịch sử công ty năm 2006 là 12,7 tỷ đô la, và ước tính rằng nó sẽ không có lợi nhuận cho đến năm 2009. Tuy nhiên, Ford đã gây bất ngờ cho Phố Wall trong quý II năm 2007 bằng cách công bố lợi nhuận 750 triệu đô la. Mặc dù có lợi nhuận, công ty đã kết thúc năm với lỗ 2,7 tỷ USD, phần lớn là do tái cấu trúc tài chính tại Volvo.
Vào ngày 2 tháng 6 năm 2008, Ford đã bán các mảng của Jaguar và Land Rover cho Tata Motors với giá 2,3 tỷ đô la.
Trong các phiên điều trần quốc hội được tổ chức vào tháng 11 năm 2008 tại Washington DC và trong một chương trình hỗ trợ, Alan Mulally của Ford đã tuyên bố rằng "Chúng tôi tại Ford hy vọng rằng chúng tôi có đủ thanh khoản. Nhưng chúng ta cũng phải chuẩn bị cho triển vọng điều kiện kinh tế xấu hơn nữa". Mulally tiếp tục tuyên bố rằng "Sự sụp đổ của một trong những đối thủ cạnh tranh của chúng tôi sẽ ảnh hưởng nghiêm trọng đến Ford" và Ford Motor Company hỗ trợ cả Chrysler và General Motors trong việc tìm kiếm các khoản vay của chính phủ trong điều kiện do khủng hoảng tài chính 2008 gây ra. Cùng với nhau, ba công ty đã trình bày các kế hoạch hành động cho sự bền vững của ngành. Mulally tuyên bố rằng "Ngoài kế hoạch của chúng tôi, chúng tôi cũng có mặt hôm nay để yêu cầu hỗ trợ cho ngành công nghiệp. Trong thời gian ngắn sắp tới, Ford không yêu cầu một khoản vay cầu nối của chính phủ. Tuy nhiên, chúng tôi yêu cầu một hạn mức tín dụng 9 tỷ USD như một đệm lót quan trọng hoặc bảo vệ chống lại xấu đi điều kiện khi chúng tôi thực hiện những thay đổi trong công ty chúng tôi"  GM và Chrysler đã nhận được các khoản vay của chính phủ và tài chính thông qua quy định tài trợ pháp luật TARP.

## Chiến lược kinh doanh
Chiến lược kinh doanh của Ford được thể hiện trong kế hoạch "One Ford" của hãng. Được khởi sướng bởi CEO Allan Mullaly vào tháng 9 năm 2006, mục đích của One Ford là giúp hãng mở rộng thị phần và mang lại thành công chung cho Ford trên toàn cầu. One Ford là chiến lược 4 điểm, bao gồm:
- Cơ cấu lại doanh nghiệp để duy trì lợi nhuận tại thời điểm hiện tại và thay đổi mô hình kinh doanh hỗn hợp.
- Thúc đẩy phát triển các sản phẩm mới có giá trị sử dụng cao để đáp ứng được nhu cầu cho khách hàng
- Thực hiện các chính sách về cân đối tài chính
- Nâng cao tinh thần và sức mạnh làm việc theo nhóm.

Điểm mấu chốt của One Ford là nó khuyến khích sự tập trung lao động, làm việc tích cực theo nhóm và hướng tất cả nhân viên của hãng tới mục tiêu chung là sự thành công của tập đoàn trên thị trường toàn cầu. Chiến lược này luôn nhấn mạnh và nêu cao tinh thần teamwork và teambuilding để mang lại sự hài lòng cho các khách hàng, các đối tác mà Ford nhắm tới.
Kết quả là One Ford mang lại cho cộng đồng những giá trị bền vững nhất, thể hiện ở:
- Sản phẩm tốt: Được thể hiện ở yếu tố chất lượng cao, thân thiện với môi trường, an toàn cho người sử dụng và thông minh.
- Doanh nghiệp vững mạnh: Dựa trên sự đa dạng về cơ cấu sản phẩm và thị phần trên toàn cầu.
- Một thế giới tốt đẹp: Thể hiện qua chiến lược phát triển bền vững của hãng

Ford dự kiến đến năm 2020 thì 1/3 tổng doanh thu của hãng sẽ đến từ những thị trường xe tiềm năng là châu Á – Thái Bình Dương và châu Phi.
Ngoài chiến lược One Ford thì Ford luôn hướng mọi hành động của mình theo đúng slogan mà hãng đã đặt ra là "Go Further" (tạm dịch là: Tiến xa hơn nữa). Để làm được điều này thì các sản phẩm xe hơi của Ford sẽ rất phải rất đa dạng về các phương diện như giá cả, nhu cầu và mục đích sử dụng để phù hợp với người tiêu dùng trên toàn cầu.